# Побудь в моей шкуре
«Побудь в моей шкуре» (англ. Under the Skin, «Под кожей») — фантастический триллер британского режиссёра Джонатана Глэйзера, являющийся вольной адаптацией одноимённого романа Мишеля Фейбера.
Согласно сюжету романа, инопланетянка в облике земной девушки охотится на земных мужчин: одурманивает их и переправляет своим соплеменникам, которые готовят из землян еду; однако затем она начинает всё больше интересоваться Землёй и её жителями и симпатизировать им. Сюжет фильма не так однозначен, и ни происхождение героини, ни цели её действий напрямую не раскрываются.
Обобщённый характер происходящего, минимальное количество диалогов и практически полное отсутствие имён персонажей наделяют фильм чертами притчи, что сближает его, с одной стороны, с картиной Стэнли Кубрика «Космическая одиссея 2001 года», а с другой, с картинами Дэвида Линча (в одном из эпизодов даже возникает Человек-слон).

## Сюжет
События фильма происходят в окрестностях Глазго.
Ночью у загородного шоссе мотоциклист выносит на дорогу парализованное тело девушки и кладёт его в белый минивэн. В белой пустоте другая девушка (Скарлетт Йоханссон) снимает с тела одежду и надевает на себя. В городе она покупает новую одежду и ярко красит губы.
Героиня садится за руль фургона и ездит по городу. Вечерами она останавливает молодых мужчин и спрашивает у них дорогу. Если в ходе беседы выясняется, что мужчина живёт один, она просит его сесть к ней в кабину и показать, как ехать. Затем она знакомится с мужчиной и приглашает к себе, они приезжают в заброшенный дом. Внутри дома героиня и мужчина оказываются в чёрном блестящем пространстве без видимых границ. Девушка раздевается и идёт вперёд, мужчина также раздевается и идёт за ней, однако постепенно с головой погружается в чёрную жидкость. Там его тело находится в невесомости, пока в какой-то момент все внутренности не извлекаются из него, так что остаётся только кожа.
Одной из жертв героини становится чех-пловец, которого она видит на морском берегу. Рядом с ними начинает тонуть женщина, за ней бросается её муж и пловец. Муж и жена тонут в бурных волнах, пловец выбирается, но героиня оглушает его камнем и увозит. Маленький ребёнок утонувшей пары остаётся один возле моря.
Ночью в городе героиня заманивает домой парня, страдающего нейрофиброматозом, однако затем, уходя из дома, решает отпустить его. Чуть позже мотоциклист ловит парня и засовывает его в багажник машины, которую угоняет. Героиня же после этого случая уезжает на фургоне далеко от города и, бросив машину, идёт в кафе. Она пытается есть кусок торта, но не может и выплёвывает его. Затем она знакомится с местным жителем, и он предлагает ей помощь. Она проводит с ним несколько дней. Тем временем мотоциклист разыскивает пропавшую девушку по окрестностям.
Уйдя от мужчины, героиня бродит по лесу, где её встречает лесоруб. Она находит хижину для путников, где засыпает, но лесоруб приходит туда и пытается изнасиловать её. Она убегает в лес, лесоруб настигает её и срывает с неё одежду, но к его ужасу вместе с одеждой со спины девушки слезает кусок кожи, обнажая чёрный корпус под ней. Чёрный силуэт снимает остатки кожи, рассматривая своё бывшее лицо. Лесоруб обливает существо бензином и поджигает. Оно сгорает, дым поднимается в небо, с которого медленно падает снег.

## В ролях
| Актёр               | Роль                       |
| ------------------- | -------------------------- |
| Скарлетт Йоханссон  | Лора                       |
| Джереми Мак-Уильямс | мотоциклист                |
| Пол Брэнниган       | Эндрю                      |
| Джо Шула            | парень в городе            |
| Адам Пирсон         | парень с нейрофиброматозом |
| Криштоф Гадек       | пловец                     |
| Ли Фаннинг          |                            |
| Линси Тейлор Маккэй |                            |
| Скотт Даймонд       |                            |
| Майкл Морлэнд       |                            |
| Джессика Мэнс       |                            |

## Премьера
Премьера картины состоялась 29 августа 2013 года на кинофестивале в Теллуриде. Позже, фильм был показан в рамках 70-го Венецианского кинофестиваля, а также на 38-м кинофестивале в Торонто.

## Отзывы
Фильм был удостоен крайне положительных отзывов. Рейтинг картины на сайте Rotten Tomatoes составляет 85 %.
Ксан Брукс из The Guardian назвал фильм «несомненно лучшей картиной» на Венецианском кинофестивале. Робби Коллин из The Daily Telegraph заявил: «Если бы мои ноги не так сильно дрожали, а во рту не было бы так сухо, я бы залез на своё место и кричал „Браво!“». Дерек Малькольм из The Evening Standard прокомментировал, что «[фильм] вполне может стать культовым», однако Калиим Афтаб из The Independent дал фильму одну из пяти звёзд и назвал его «смехотворно плохим».
По итогам 2014 года (в котором фильм вышел в широкий прокат) «Побудь в моей шкуре» признан одним из 10 лучших фильмов года по версиям авторитетнейших мировых киноизданий Sight & Sound (пятое место) и Cahiers du Cinema (третье место).

## Награды и номинации
- 2013 — участие в основной конкурсной программе 70-го Венецианского кинофестиваля.
- 2013 — участие в основной конкурсной программе Лондонского кинофестиваля.
- 2013 — 4 номинации на премию британского независимого кино: лучшая режиссёрская работа (Джонатан Глэйзер), лучшая женская роль (Скарлетт Йоханссон), лучшая музыка (Мика Леви) и лучший дизайн звука (Джонни Бёрн).
- 2015 — номинация на BAFTA за лучший британский фильм и за лучшую музыку к фильму[12].